# Diocesi di Kurunegala
La diocesi di Kurunegala (in latino Dioecesis Kurunegalaensis) è una sede della Chiesa cattolica in Sri Lanka suffraganea dell'arcidiocesi di Colombo. Nel 2021 contava 57.834 battezzati su 1.871.389 abitanti. È retta dal vescovo Harold Anthony Perera.

## Territorio
La diocesi comprende il distretto di Kurunegala, nella provincia Nord-Occidentale dello Sri Lanka.
Sede vescovile è la città di Kurunegala, dove si trova la cattedrale di Sant'Anna.
Il territorio è suddiviso in 35 parrocchie.

## Storia
La diocesi è stata eretta il 15 maggio 1987 con la bolla Sancta Christi Ecclesia di papa Giovanni Paolo II, ricavandone il territorio dalla diocesi di Chilaw.

## Cronotassi dei vescovi
Si omettono i periodi di sede vacante non superiori ai 2 anni o non storicamente accertati.
- Anthony Leopold Raymond Peiris † (15 maggio 1987 - 14 maggio 2009 ritirato)
- Harold Anthony Perera, dal 14 maggio 2009

## Statistiche
La diocesi nel 2021 su una popolazione di 1.871.389 persone contava 57.834 battezzati, corrispondenti al 3,1% del totale.
| anno | popolazione | popolazione | popolazione | presbiteri | presbiteri | presbiteri | presbiteri                | diaconi | religiosi | religiosi | parrocchie |
| anno | battezzati  | totale      | %           | numero     | secolari   | regolari   | battezzati per presbitero | diaconi | uomini    | donne     | parrocchie |
| ---- | ----------- | ----------- | ----------- | ---------- | ---------- | ---------- | ------------------------- | ------- | --------- | --------- | ---------- |
| 1990 | 35.877      | 1.250.000   | 2,9         | 24         | 22         | 2          | 1.494                     |         | 6         | 51        | 18         |
| 1999 | 44.945      | 1.666.539   | 2,7         | 40         | 37         | 3          | 1.123                     |         | 6         | 61        | 26         |
| 2000 | 45.614      | 1.667.238   | 2,7         | 40         | 37         | 3          | 1.140                     |         | 6         | 63        | 26         |
| 2001 | 46.662      | 1.673.236   | 2,8         | 42         | 39         | 3          | 1.111                     |         | 6         | 62        | 26         |
| 2002 | 47.439      | 1.504.338   | 3,2         | 43         | 40         | 3          | 1.103                     |         | 6         | 58        | 26         |
| 2003 | 48.105      | 1.505.004   | 3,2         | 45         | 44         | 1          | 1.069                     |         | 5         | 56        | 26         |
| 2004 | 48.967      | 1.505.866   | 3,3         | 45         | 42         | 3          | 1.088                     |         | 6         | 53        | 28         |
| 2013 | 55.300      | 1.568.000   | 3,5         | 59         | 53         | 6          | 937                       |         | 11        | 77        | 32         |
| 2016 | 55.608      | 1.638.000   | 3,4         | 58         | 57         | 1          | 958                       |         | 5         | 80        | 35         |
| 2019 | 57.048      | 1.620.469   | 3,5         | 59         | 53         | 6          | 966                       |         | 8         | 68        | 35         |
| 2021 | 57.834      | 1.871.389   | 3,1         | 74         | 60         | 14         | 781                       |         | 17        | 73        | 35         |